# Gernsheim
Gernsheim – miasto w Niemczech, w kraju związkowym Hesja, w rejencji Darmstadt, w powiecie Groß-Gerau, nad Renem.
Przydomek Schöfferstadt odnosi się do Petera Schöffera – wydawcy i drukarza, współpracownika Johannesa Gutenberga.